# Tempestade tropical Lekima (2007)
A tempestade tropical Lekima (designação internacional: 0714; designação do JTWC: Tufão 16W; designação filipina Hanna) foi o décimo sexto ciclone tropical, o décimo quarto sistema nomeado e o décimo tufão. A Agência Meteorológica do Japão não considera Lekima como um tufão, mas o Joint Typhoon Warning Center o considera.</ref> tufão da temporada de tufões no Pacífico de 2007. Ao longo de seu caminho, Lekima afetou as Filipinas e países da Indochina (principalmente Vietname e Laos).

## História meteorológica

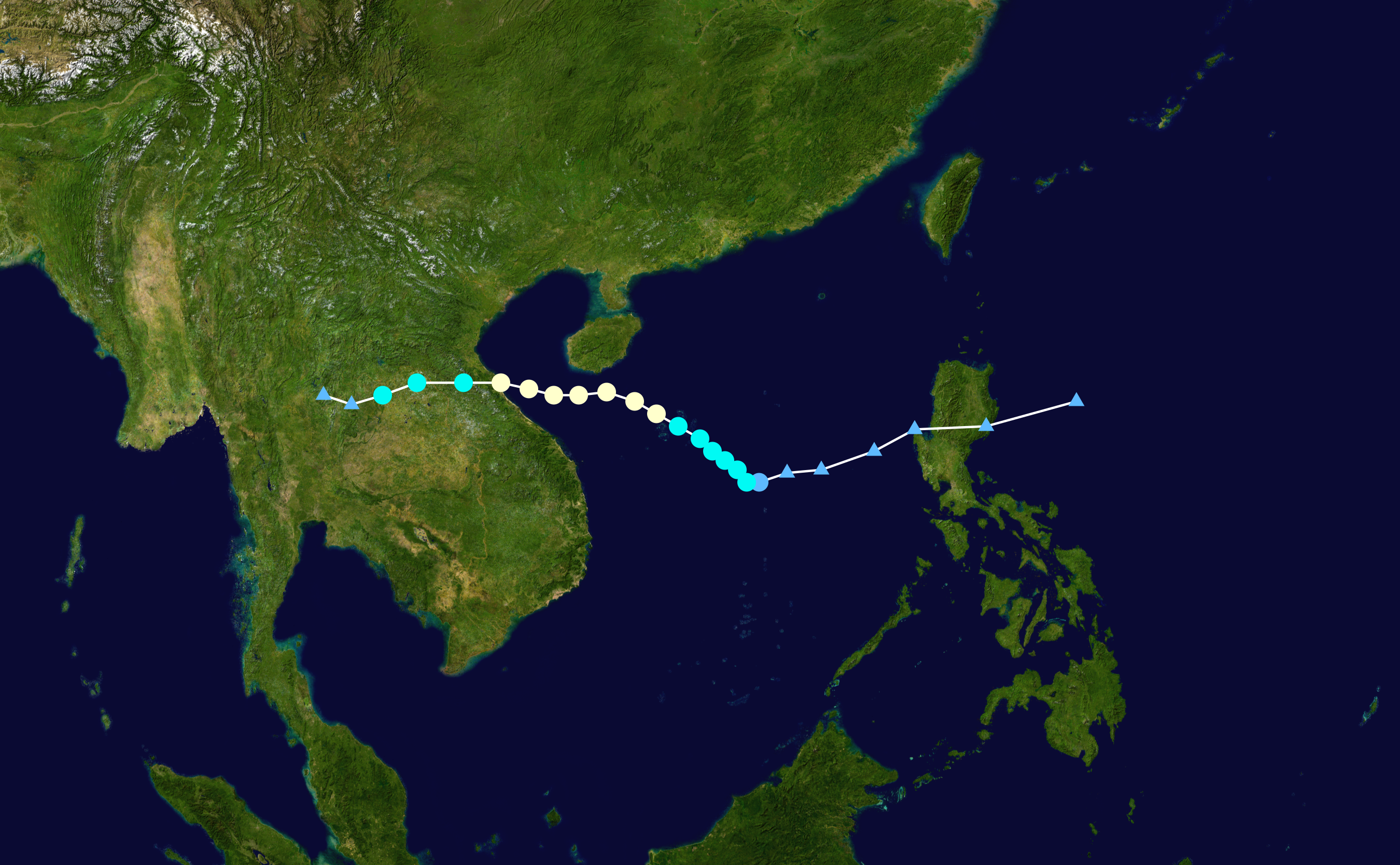
O caminho de Lekima

Uma perturbação tropical formou-se perto das Filipinas e gradualmente se intensificou. A PAGASA foi a primeira agência a classificar o sistema como depressão tropical "Hanna" em 27 de Setembro. No dia seguinte, a agência filipina classificou a depressão como tempestade tropical. A tempestade atingiu a região central de Luzon, Filipinas em 29 de Setembro e pouco depois, a Agência Meteorológica do Japão (AMJ) declarou o sistema como tempestade tropical Lekima. O nome Lekima foi dado pelo Vietname e refere-se a um tipo de árvore cujo fruto é compostos por uma única semente e esta é envolvida por uma polpa amarelada semelhante a uma gema de ovo. A tempestade continuou a se fortalecer e foi classificado pela AMJ como tempestade tropical severa Lekima em 30 de Setembro. Ao mesmo tempo, o Joint Typhoon Warning Center classificou o sistema como um tufão. Lekima permaneceu com esta força até atingir a costa do Vietname. O sistema se dissipou sobre terra em 5 de Outubro.

## Preparativos e impactos
A tempestade tropical Lekima (Hanna nas Filipinas) trouxe chuvas fortes para a região de Luzon causando enchentes e deslizamentos de terra que mataram oito pessoas, incluindo três crianças, na província de Ifigao. Outra pessoa foi encontrada morta em Quezon devido às enchentes. Em outras partes do país, as chuvas torrenciais também causaram enchentes, deslizamentos de terra, danos na infraestrutura e a interrupção do serviço de transportes. O chefe da Defesa Civil das Filipinas disse que várias pessoas tiveram que abandonar suas casas, principalmente no norte do país, e que as chuvas fortes danificaram estradas e pontes, além de prejudicar a agricultura local. Lekima atingiu posteriormente a ilha Hainan, na China; mas de 100.000 pessoas deixaram as regiões de risco. Seis voos foram cancelados e o governo recomendou a permanência ou o retorno de 20.000 barcos de pesca.. O Vietname foi duramente atingido por Lekima. Antes da chegada da tempestade, o governo do Vietname retirou mais de 400.000 pessoas de áreas costeiras. Após a chegada de Lekima, as chuvas torrenciais associadas causaram grandes estragos: mais de 6.000 casas foram levadas pela enxurrada e outras 52.000 foram danificadas. Extensas regiões foram alagadas, causando grandes estragos na agricultura. Mais de 10 milhões de pessoas foram afetadas pela tempestade no país. No total, 86 pessoas morreram no Vietnam, 15 somente na província de Thanh Hoa. Os danos totais foram calculados em $131 milhões de dólares no país.